# Gutshaus Rumpshagen

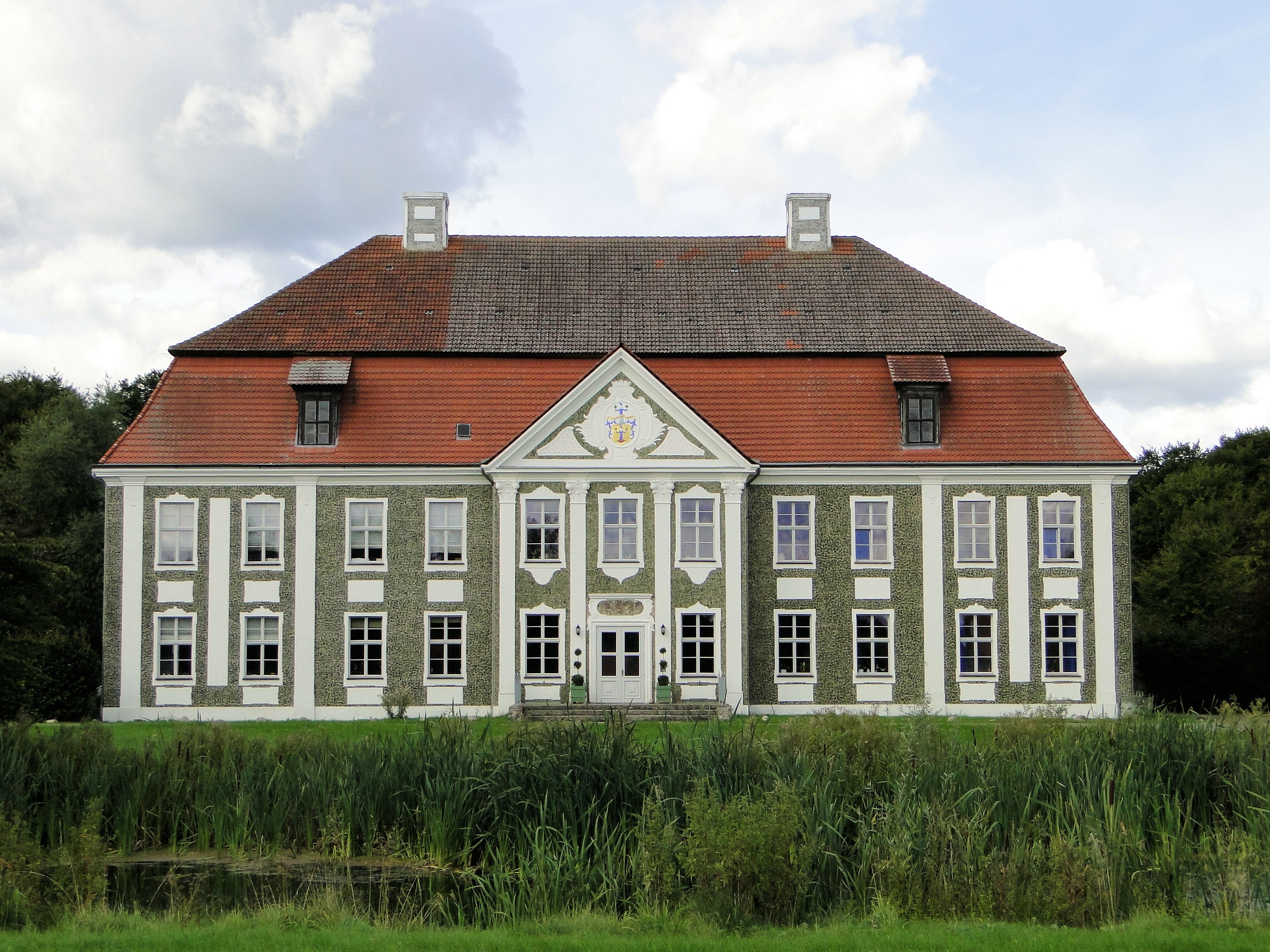
Gutshaus in Rumpshagen (2010)

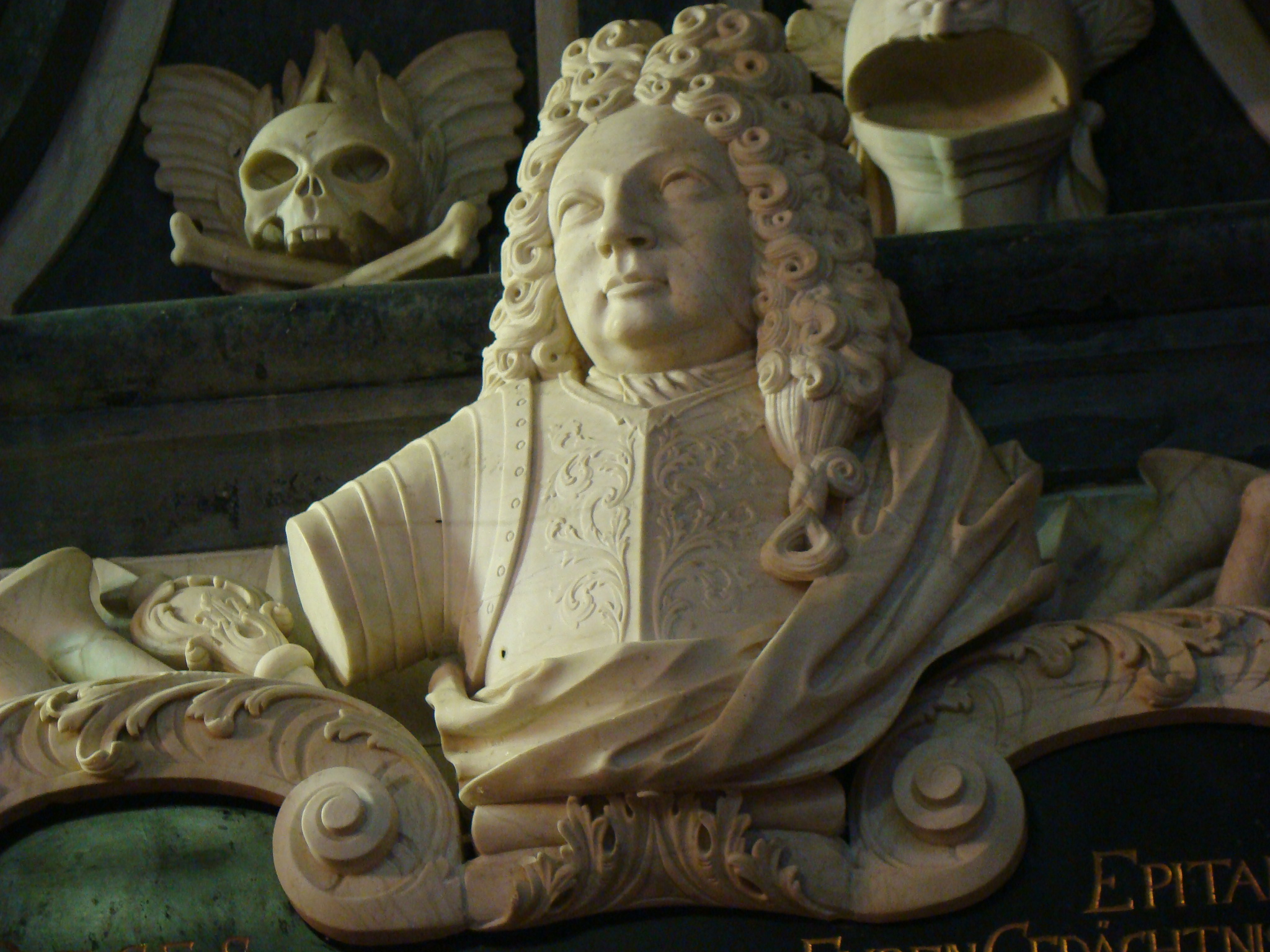
Ernst Christoph von Voß-Groß Gievitz (* 1654), Herr auf Rumpshagen, kgl. brit. Oberst, Kurfürst. Durchlaucht in Hannover. Epitaph Dorfkirche Groß Gievitz

## Geschichte
Das Gutshaus Rumpshagen in Rumpshagen, heute ein Ortsteil der Gemeinde Ankershagen, im Landkreis Mecklenburgische Seenplatte in Mecklenburg-Vorpommern, ist ein zweigeschossiger barocker und verputzter Backsteinbau aus der zweiten Hälfte des 18. Jahrhunderts. Außergewöhnlich erscheint der in wohl in Norddeutschland einmalig ausgeführte Putz der Außenfassaden mit eingedrückten Glasbruch. Die auch von der Positionierung her, am nördlichen Ortsrand, typisch etwas vom Ort extra gelegene klassische Anlage mit Gutshaus, umrahmt mit Wohn- und Wirtschaftsgebäuden, steht unter Denkmalschutz.
Ursprünglich war in Rumpshagen eine Turmhügelburg, womöglich dem später mit der Ritterwürde teilhaftigen Knappen Hermannus (von) Rumpeshagen zuzuordnen, 1287 erwähnt. Danach war das Gut viele Jahrhunderte ein befestigter Rittersitz (oft als Nebengut) der von Voß auf Flotow und Groß Gievitz, mit Standort womöglich mittelbar am jetzigen Schlossareal gelegen. Das heutige Gutshaus ist nur teilweise unterkellert, vielleicht ursächlich aus der Zeit der Voß stammend. Der letzte Voß auf Rumpshagen, Johann Ernst von Voß, war beim Erbantritt noch minderjährig. Er lebte jung verheiratet u. a. in Berlin, war zumal im Ausland tätig, sowie auf dem Hauptgut Groß Gievitz, in Rumpshagen selbst agierte nur noch ein Verwalter.
Das nach jüngeren Forschungen nachweislich erst 1768–70 errichtete heutige Gutshaus Rumpshagen ist durch Kolossalpilaster gegliedert und mit einem Mansarddach bedeckt. Sowohl an der Hof- als auch an der Gartenseite befinden sich dreiachsige Mittelrisalite, die dreieckig übergiebelt sind. Der Giebel auf der Hofseite enthält in der Mittelachse das Wappen derer von Gundlach. Bauherr war Jobst von Gundlach, der für Rumpshagen ein unteilbares Fideikommiss einrichtete. Der im Putz enthaltene Glasbruch weist nachdrücklich auf die Waldglashütten der Gundlachs hin.
Besonders nennenswert, Hans Justus von Gundlach (1789–1865) fand 1839 mit seinen Familienvettern Aufnahme in die mecklenburgische Ritterschaft. Seine Enkeltöchter heirateten hier am 12. und 13. August 1864, Mathilde den Politiker Rudolph von Cranach, und Ina den Karl Freiherr von Stein zu Kochberg-Vietmannsdorf. Letztgenannter ist ein Ururenkel der Charlotte von Stein. Das Gutshaus diente so auch als gesellschaftlicher Mittelpunkt der Gundlachschen Familienlinie Leizen-Rumpshagen. Später wurde der Grundbesitzer auf Rumpshagen, Kammerherr Adalbert von Gundlach (1819–1886) vom Landesherrn zum Schlosshauptmann ernannt.
Bis zum Ende des Zweiten Weltkrieges 1945 war das Herrenhaus in Besitz dieser Adelsfamilie. Langjährigster Eigentümer war nach den Güteradressbüchern, mit einer stabilen Größe um die 679 ha, von 1886 bis 1945 Günther von Gundlach. Er ließ mit seiner Ehefrau Ida, geborene von Lücken (1870–1945), auch das Hausinnere zum Teil im Gründerstil ausrichten. Der Gartensaal ist aber immer noch mit einer Rokoko-Stuckdecke ausgestattet. Zum Herrenhaus Rumpshagen gehört ebenso das unweit entfernte, 1847 eingerichtete und 1915 erneuerte Erbbegräbnis mit Friedhof und kleiner Kapelle der von Gundlach, inmitten des Ortes. Dort befinden sich mehrere Grabtafeln, auch die des ältesten Sohnes vom letzten Gutsbesitzer, Hans Rochus von Gundlach, sowie posthum seines jüngeren Bruders Ernst Günther von Gundlach (1912–1941). Die umzäunte Friedhofsanlage heute ist zugänglich.
Nach dem Zweiten Weltkrieg wurde das spätbarocke Herrenhaus zu Wohnzwecken und von der Gemeindeverwaltung genutzt. Eine Neueinrichtung eines landwirtschaftlichen Gutsbetriebes Anfang der 1990er Jahre trug sich nicht. Heute befindet sich das Gutshaus in Privatbesitz: Nach dem Jahr 2000 fanden umfangreiche Sanierungsmaßnahmen statt. Eine Gästewohnung und Gesellschaftsräume im Gebäude können gemietet werden.